# İzmir
İzmir (tot 1922: Smyrna) is een stad In het westen van Turkije. Het is de hoofdstad van de gelijknamige provincie İzmir. In 2022 werd het aantal inwoners van de stad geschat op 2,95 miljoen inwoners. De provincie telde 4,46 miljoen inwoners. Izmir is na Istanboel en Ankara, de derde stad van Turkije.
De stad ligt in het westen van het schiereiland Anatolië aan de Golf van İzmir, een deel van de Egeïsche Zee. İzmir heeft de op een na belangrijkste haven van het land, na de haven van Mersin. Verder bevindt zich een internationaal vliegveld bij de stad, de luchthaven Adnan Menderes. Ook zijn er treinverbindingen met steden in de rest van het land, waaronder Istanboel en Denizli.
In het westen van İzmir strekken stranden en thermale centra zich over het schiereiland richting Çeşme. In de omgeving liggen de ruïnesteden Efeze, Pergamum, Sardis, Priëne, Milete en Didyma.
İzmir is de zetel van het aartsbisdom İzmir. Het hoofdkwartier van de Zuidoost-Europese NAVO-strijdkrachten (AIRSOUTH) was er vanaf 1951 gevestigd en werd in 2004 omgevormd tot de Allied Air Component Command Izmir die in 2013 buiten gebruik werd gesteld.

## Geschiedenis
De naam İzmir is afgeleid van de oudere naam van de stad, Smyrna, die op zijn beurt afkomstig zou zijn van de naam van een koningin, Samornia, die over de streek rond de stad regeerde. Smyrna ontstond in de 11e eeuw v.Chr. als Aeolische kolonie en werd in de 7e eeuw v.Chr. een Ionische stad. De Lydiërs vernietigden de stad en in 575 v.Chr. werd Smyrna een Lydische stad. Bij de verovering door de Perzen in 545 v.Chr. werd de stad opnieuw vernietigd. Alexander de Grote herbouwde haar rond 330 v.Chr.
In de 7e eeuw n.Chr. werd de stad overvallen door Arabieren. Eeuwen later veroverden de Seltsjoeken de stad op de Byzantijnen, maar in 1079 heroverden deze de stad. In 1424 werd de stad door de Turken veroverd en ging na een turbulente periode deel uitmaken van het Ottomaanse Rijk.

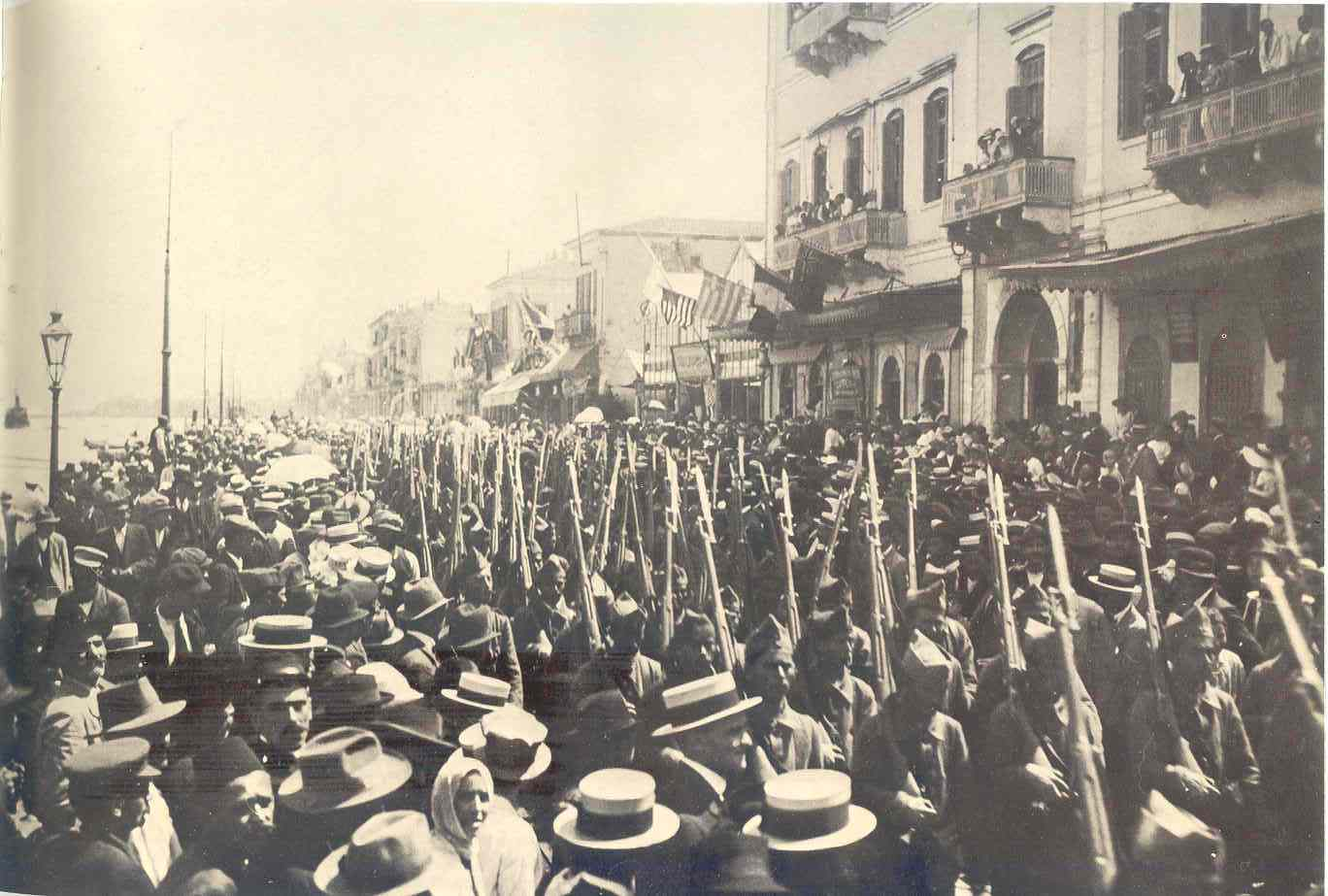
Griekse troepen in İzmir in 1919

Voordat het Ottomaanse rijk na de Eerste Wereldoorlog uiteenviel, waren de Grieken de grootste etnische groepering, tezamen met de Armeniërs een christelijke meerderheid, in Smyrna en bij het Verdrag van Sèvres (1920) was dit dan ook een van de Anatolische gebieden die aan Griekenland werden toegekend. Turkse legers onder leiding van Atatürk veroverden de stad echter in 1922. Ongeveer 70 procent van de stad brandde af, honderdduizenden christenen moesten op de vlucht slaan of kwamen om het leven of werden vermoord. Beide zijden beschuldigden elkaar van wreedheden tegen de bevolking, maar gezien de weinige betrouwbare bronnen en de hoogoplopende nationalistische gevoelens aan beide zijden is het moeilijk te bepalen wat er precies gebeurde. Vele landen, waaronder Griekenland, Cyprus, Zweden, Armenië, Nederland, Duitsland, Oostenrijk en Tsjechië, zien deze gebeurtenissen dan ook als een onderdeel van de Griekse Genocide. De Turken zien het daarentegen als een 'bevrijding' van de stad van de Griekse bezetting.
Met de terugtrekking van het Griekse leger ontvluchtte ook een groot deel van de Griekse bevolking de stad naar de Griekse eilanden in de Egeïsche Zee. De resterende Griekse bevolking werd als onderdeel van de uitwisseling van Turkse en Griekse minderheden zoals bepaald in het Verdrag van Lausanne gedwongen de stad te verlaten. Tal van kerken, behalve bijvoorbeeld de katholieke, neoclassicistische Sint-Johanneskathedraal, werden vernietigd. In 1922 veranderde de Turkse overheid de officiële naam van de stad Smyrna in İzmir.
Als gevolg van de inname van het gebied door de Turken dreigde ook het als Grieks (Helleens) beschouwde cultuurhistorisch erfgoed van de nabijgelegen stad Efeze verloren te gaan. Het was de verdienste van Deissmann om dit tussen 1925 en 1929 internationaal aan te kaarten en de financiering voor de opgravingen terug te organiseren.

## Geografie
İzmir ligt in het westelijkste deel van Turkije aan de kust van de Egeïsche Zee. Het grenst aan de provincies Balikesir in het noorden, Manisa in het oosten en Aydin in het zuiden.
Er bevinden zich geen grote meren in de buurt van de stad. Het meer van Gölcük, het meer van Belevi, de Çakalboğaz-meren en Karagöl zijn de belangrijkste waterreservoirs die als meren kunnen worden geteld. Deze meren zijn belangrijke meren in de Egeïsche regio.

### Klimaat
İzmir heeft een mediterraan klimaat dat wordt gekenmerkt door lange, hete en droge zomers en milde tot koele, regenachtige winters. De totale neerslag in İzmir is gemiddeld 692 millimeter per jaar, waarvan 77% in de maanden november tot en met maart valt. De rest van de neerslag valt in de maanden april, mei, september en oktober. Er is zeer weinig regenval in juni, juli en augustus.
Maximumtemperaturen tijdens de wintermaanden liggen meestal tussen de 10 en 16 °C. Hoewel het zelden voorkomt, kan er van december tot februari ook sneeuw vallen in İzmir. Deze sneeuw blijft meestal maar enkele uren liggen. In de maanden juni tot september kan de temperatuur oplopen tot 40 °C.
| Maand                  | jan  | feb  | mrt  | apr  | mei  | jun  | jul  | aug  | sep  | okt  | nov  | dec  | Jaar |
| ---------------------- | ---- | ---- | ---- | ---- | ---- | ---- | ---- | ---- | ---- | ---- | ---- | ---- | ---- |
| Gemiddeld maximum (°C) | 12,2 | 13,3 | 16,2 | 20,8 | 25,9 | 30,5 | 32,7 | 32,3 | 28,9 | 23,5 | 18,4 | 13,6 | 22,4 |
| Gemiddeld minimum (°C) | 5,6  | 6,1  | 7,7  | 11,3 | 15,3 | 19,6 | 22,2 | 21,9 | 18,5 | 14,3 | 10,6 | 7,4  | 13,4 |
|                        |      |      |      |      |      |      |      |      |      |      |      |      |      |
| Neerslag (mm)          | 132  | 99   | 76   | 45   | 24   | 10   | 8    | 4    | 15   | 40   | 87   | 153  | 692  |
| Bron: WeerOpReis.com   |      |      |      |      |      |      |      |      |      |      |      |      |      |

## Bevolking
Volgens de Ottomaanse volkstelling van 1893 was het aantal inwoners van Izmir 207.548. Het aantal Turken in Izmir was op dat moment 79.288 mensen en kwam neer op 38% van de bevolking. De Grieken maakten 26% van de bevolking uit, Koerden 25%, Joden 7%, en Armeniërs 3% van de bevolking. Van de totale bevolking in İzmir was 55% christelijk, 38% moslim en 7% jood.
De bevolking van de stad nam sterk toe tussen 1970 en 1985. Het was Turkijes tweede grootste stad tot 1945 toen Ankara deze positie overnam. Ook heeft İzmir te maken met grote migratie uit omringende steden. De grootste groep komt uit Manisa (186.000). De andere steden zijn Mardin (130.000), Erzurum (126.000), Konya (120.000) en Aydin (84.000).

## Bezienswaardigheden

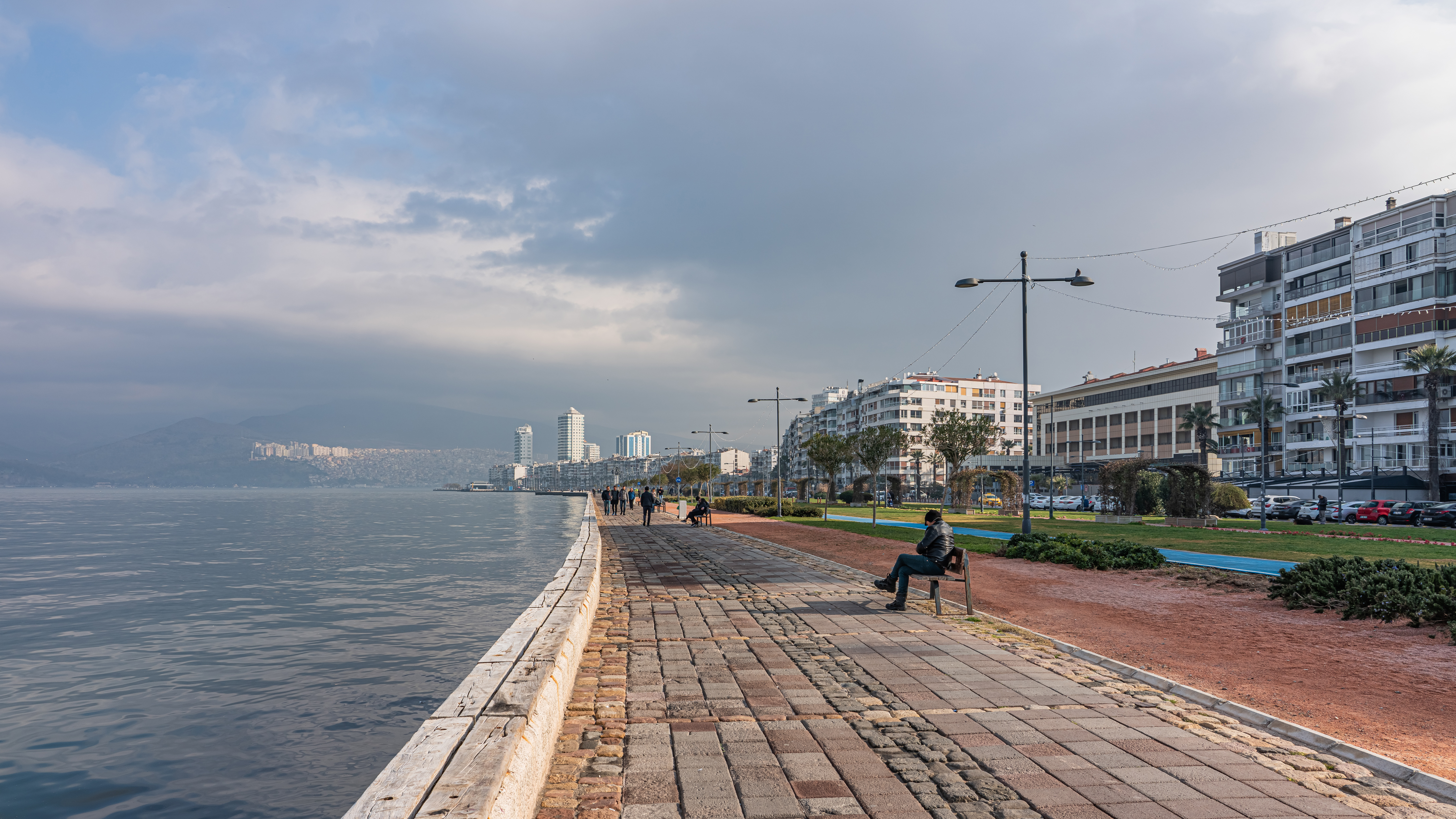
Kordonboyu

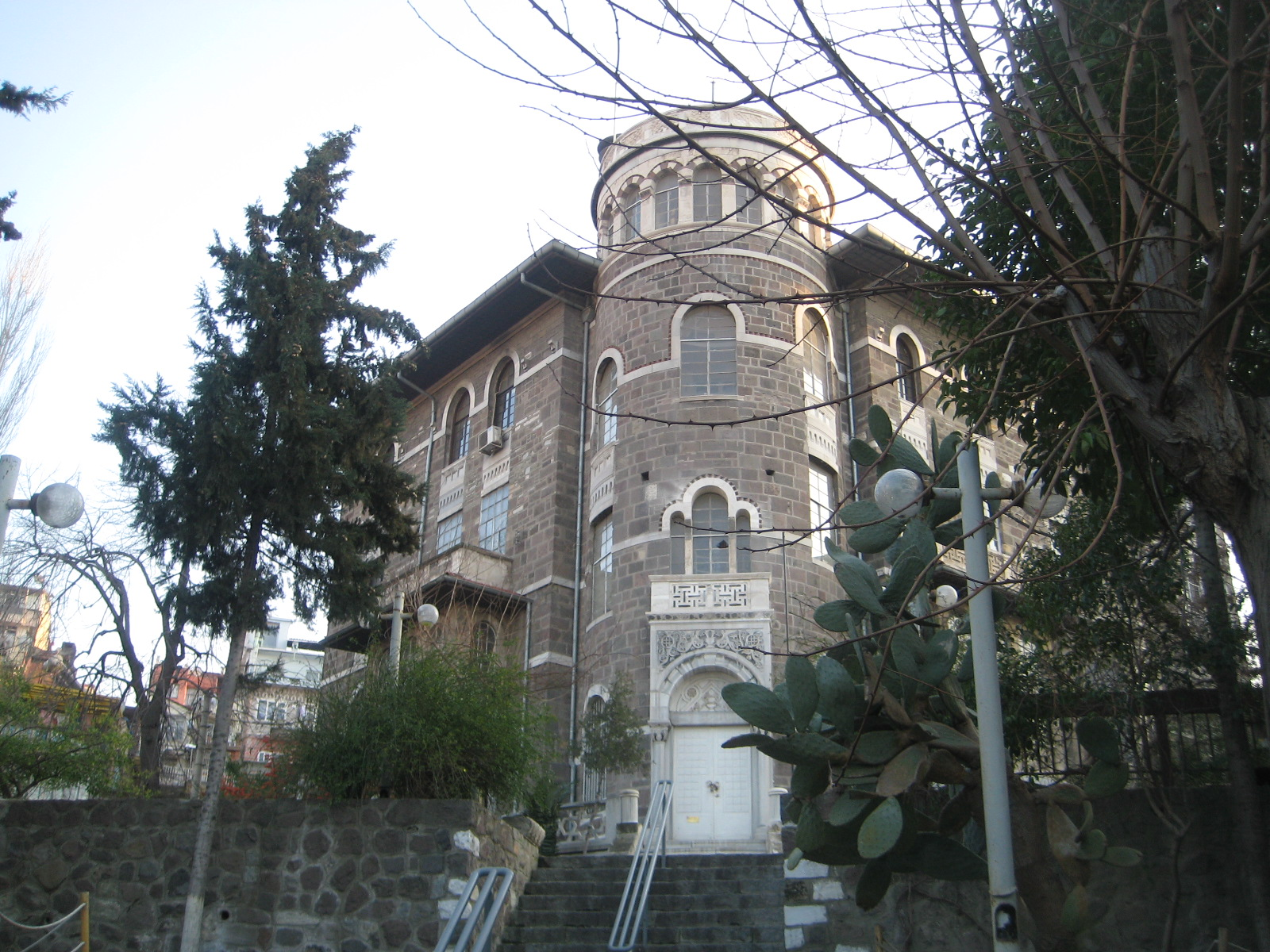
Museum van Etnografie

Door de verwoestingen in de Eerste Wereldoorlog, de plunderingen en de stadsbrand van september 1922 en zware aardbevingen in 1928 is van de oude stad heel weinig bewaard gebleven.

### Musea

#### Atatürk Museum
Het Atatürk Museum is een gebouw van twee verdiepingen langs de Kordonboyu met uitzicht op zee. Een tapijthandelaar bouwde het in 1862 als herenhuis en gebruikte het als woning. Vervolgens werd dit historische gebouw in 1927 door de gemeente aan Atatürk cadeau gedaan. Als Atatürk in İzmir was, verbleef hij in dit huis om te werken. Uiteindelijk werd het gebouw in 1941 omgevormd tot een museum en sindsdien wordt het onderhouden door het ministerie van Cultuur.

#### Archeologisch Museum
Het eerste archeologisch museum bevond zich in de Ayavuklakerk in de wijk Tepecik. Het werd geopend in 1927, nadat er drie jaar lang verschillende werken waren verzameld uit İzmir en omgeving. Deze verzameling werd verder uitgebreid en daarom opende er in 1951 in het Kültür Park een tweede gebouw. Doordat de groei zich voortzette, was er behoefte aan een veel groter gebouw; de collecties pasten namelijk niet meer in de beide gebouwen. Hierdoor opende het museum op 11 februari 1984 zijn deuren op de huidige locatie. Het gebouw is 5000 m² groot en bevindt zich in Konak. Het bevat tentoonstellingszalen, laboratoria, magazijnen, een bibliotheek en een conferentieruimte. Het museum heeft een collectie van ongeveer 1500 voorwerpen, die ook in de tuin worden tentoongesteld.

#### Museum van Etnografie
Het Museum van Etnografie is gevestigd in een neoclassicistisch gebouw uit de negentiende eeuw met veel elementen van de Byzantijnse architectuur. Het werd gebouwd als het St. Rock Ziekenhuis in 1831 nadat de pest was uitgebroken.

#### Agora
De agora werd oorspronkelijk gebouwd in de Hellenistische periode. Na diverse aardbevingen werd hij door de Romeinen herbouwd. Hoewel de plek tegenwoordig enkele honderden meters van de kust af ligt, was hij vroeger nabij de haven gesitueerd. De huidige hoofdstraat van Kemeraltı was toentertijd de kade. De laatste jaren zijn huizen op het oorspronkelijke terrein gesloopt ten behoeve van opgravingen.

## Sport
İzmir beschikt over drie voetbalclubs die met enige regelmatig spelen in de Süper Lig. Een daarvan is voor Göztepe İzmir. De club won de Turkse voetbalbeker in 1969 en 1970. Altay İzmir won de Turkse voetbalbeker in 1967 en 1980. Karşıyaka SK is de derde voetbalclub uit İzmir.
Het İzmir Atatürkstadion is het grootste sportstadion van İzmir en wordt gebruikt voor voetbal- en atletiekwedstrijden. Andere stadions zijn het Gürsel Akselstadion van Göztepe en het Alsancak Mustafa Denizlistadion van Altay.
In mei 2025 was İzmir de finishplaats van de Ronde van Turkije. Winnaar van de etappe werd de Italiaanse wielrenner Matteo Malucelli. Het algemeen klassement en bergklassement werd gewonnen door de Nederlander Wout Poels.

## Verkeer en vervoer

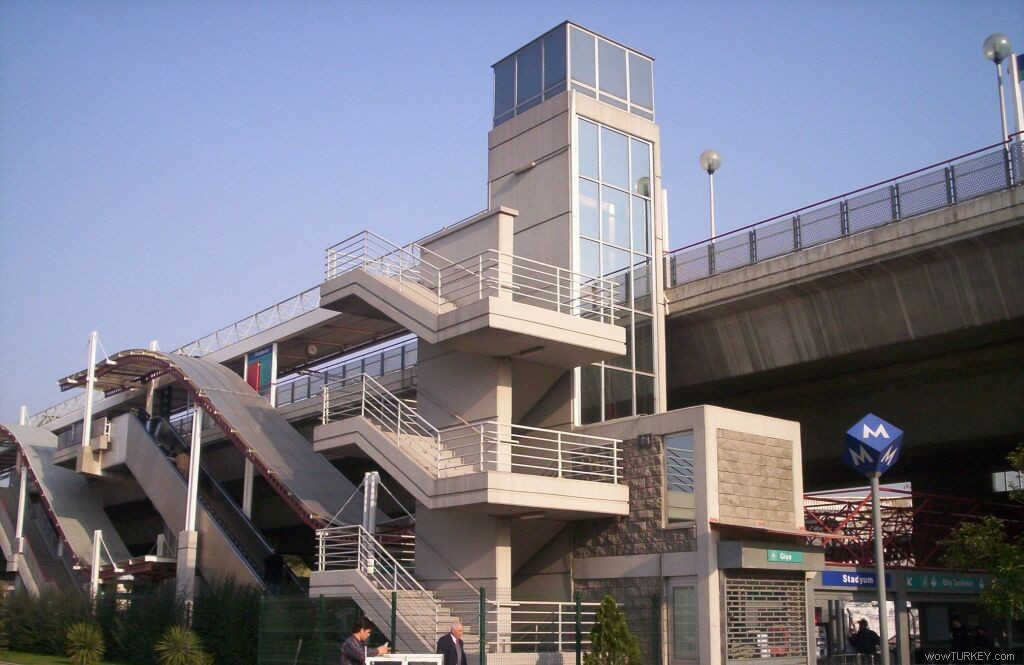
İzmir Metro: Station Stadyum (İzmir Atatürk Stadion)

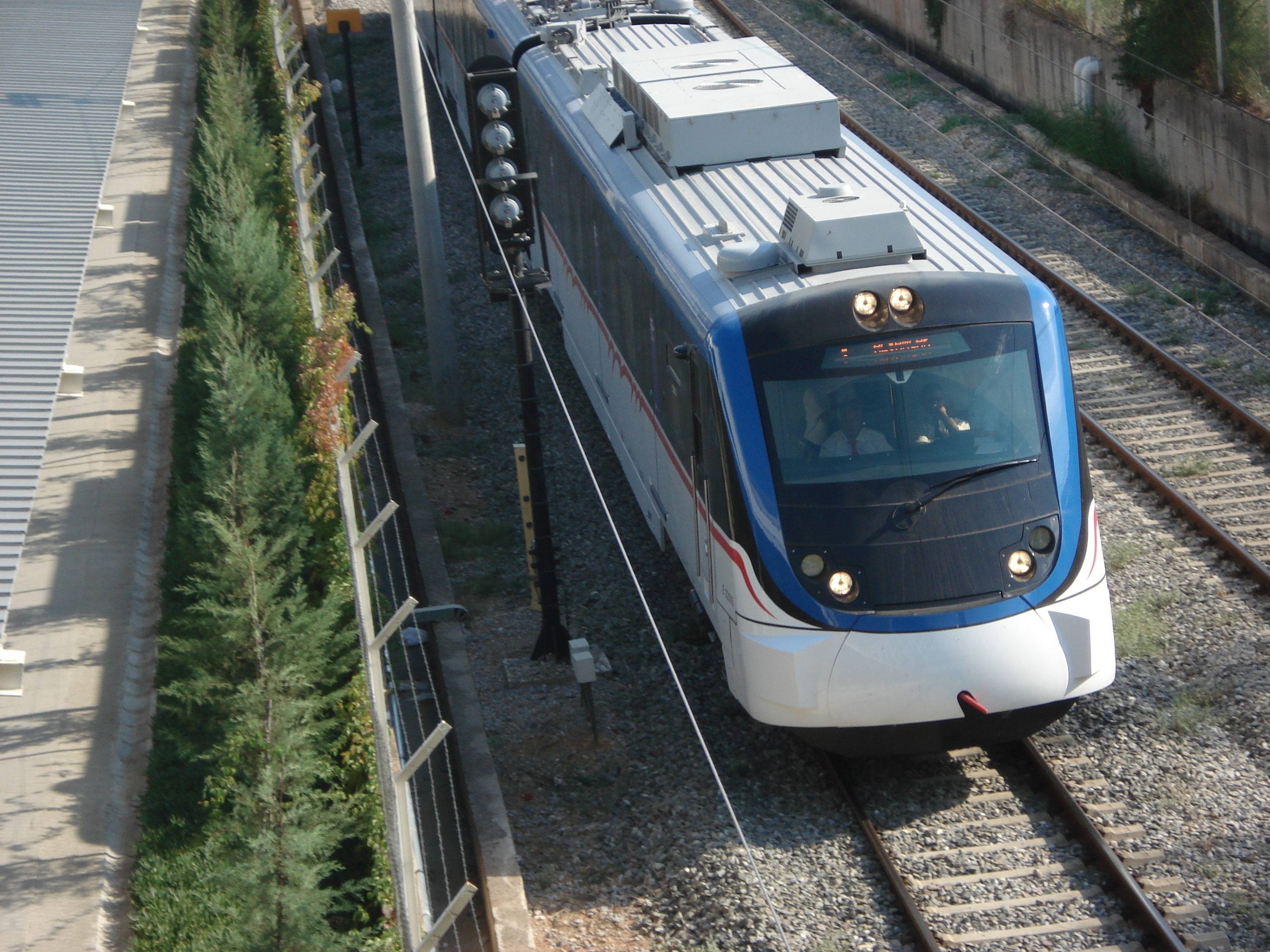
De İZBAN richting de luchthaven Adnan Menderes

İzmir is bereikbaar via land, lucht, zee en spoorweg. Per bus is İzmir vanuit alle hoeken van het land goed bereikbaar. Vanuit Adnan Menderes Airport wordt er naar veel delen van Turkije en de wereld gevlogen. Manisa, Ödemiş, Söke, Aydın, Nazilli, Denizli zijn per trein bereikbaar. Verder heeft het treinstation Alsancak treinverbindingen naar Balıkesir, Bandirma, Usak, Afyon en Ankara.
Het openbaar vervoer staat onder de verantwoordelijkheid van de Metropolitaanse gemeente İzmir. De laatste tijd zijn de bus, veerpont en metro goed op elkaar geïntegreerd zodat de reis van A naar B is vergemakkelijkt. Voor het reizen met openbaar vervoer in de gemeente is er een elektronische kaart genaamd İzmirim Kart nodig.

### Luchtvaart
İzmir wordt bediend door nationale en internationale vluchten via Adnan Menderes Airport. De luchthaven is gelegen in de wijk Gaziemir ten zuiden van de stad en is goed bereikbaar met het openbaar vervoer. Het vliegveld is de belangrijkste luchthaven van de regio en is vernoemd naar de Turkse ex-premier Adnan Menderes. Vluchten vanuit İzmir zijn vooral richting Istanboel, maar er zijn ook veel vluchten naar andere internationale steden.

### Stads- en streekvervoer
Busdiensten tussen de stad en de 12 stadsdistricten worden verzorgd door Eshot en İzulaş (İzmir Transportation). In İzmir geldt dat je binnen 90 minuten na een eerste incheck kosteloos kunt overstappen.
De metro van İzmir opende in 2000 en bestond oorspronkelijk uit een 11,5 kilometer lange lijn waaraan 10 stations gelegen waren. De lijn werd in 2012 uitgebreid met 4 stations. Sinds 2014 zijn er 17 stations en bedraagt de lengte van de lijn 20 kilometer.
Een lightraillijn (İZBAN), die onder andere het vliegveld met de stad verbindt, opende in 2010. Deze verbinding is 80 kilometer lang.

## Partnersteden
- Ancona (Italië), sinds 2005
- Bakoe (Azerbeidzjan), sinds 1985
- Bremen (Duitsland), sinds 1993
- Constanța (Roemenië), sinds 1995
- Mostar (Bosnië en Herzegovina)
- Split (Kroatië), sinds 1996
- Long Beach, Californië, sinds 2004
- Tel Aviv (Israël), sinds 1996
- Wolgograd (Rusland), sinds 2006 [6]

## Bekende inwoners van Smyrna/İzmir

### Geboren
Voor 1922
- Homerus (ca. 800 v.Chr.), Grieks dichter en zanger
- Polycarpus van Smyrna (69-159), bisschop van Smyrna
- Adamantios Koraïs (1748-1833), Grieks-Franse linguïst
- İsmet İnönü (1887-1973), president van Turkije
- George Seferis (1900-1971), Grieks dichter en Nobelprijswinnaar (1963)
- Alec Issigonis (1906-1988), auto-ontwerper
- Aristoteles Onassis (1906-1975), Grieks reder
- Ahmet Adnan Saygun (1907-1991), Turkse componist

Na 1922
- Édouard Balladur (1929), Frans politicus van Armeense afkomst
- Magali Noël (1932-2015), Turks-Franse actrice en zangeres
- Halit Refiğ (1934-2009), filmregisseur
- Metin Oktay (1936-1991), voetballer
- Mustafa Denizli (1949), voetbalcoach
- Ersun Yanal (1961), voetballer
- Kenan Durmuşoğlu (1973), Turks-Nederlands voetballer en voetbaltrainer
- Alpay Özalan (1973), voetballer
- Ece Temelkuran (1973), journaliste
- Evrim Akyigit (1977), actrice
- Çağla Kubat (1979), windsurfer
- Necati Ateş (1980), voetballer
- Semih Şentürk (1983), voetballer
- Mehmet Batdal (1986), voetballer
- Mustafa Duygulu (1986), Nederlandse acteur
- Can Bonomo (1987), zanger
- Funda Kılıç (1988), zangeres
- Okay Yokuşlu (1994), voetballer
- Çağlar Söyüncü (1996), voetballer

### Overleden
- Polycarpus van Smyrna (ca. 69 - ca. 156), bisschop en martelaar

## Galerij

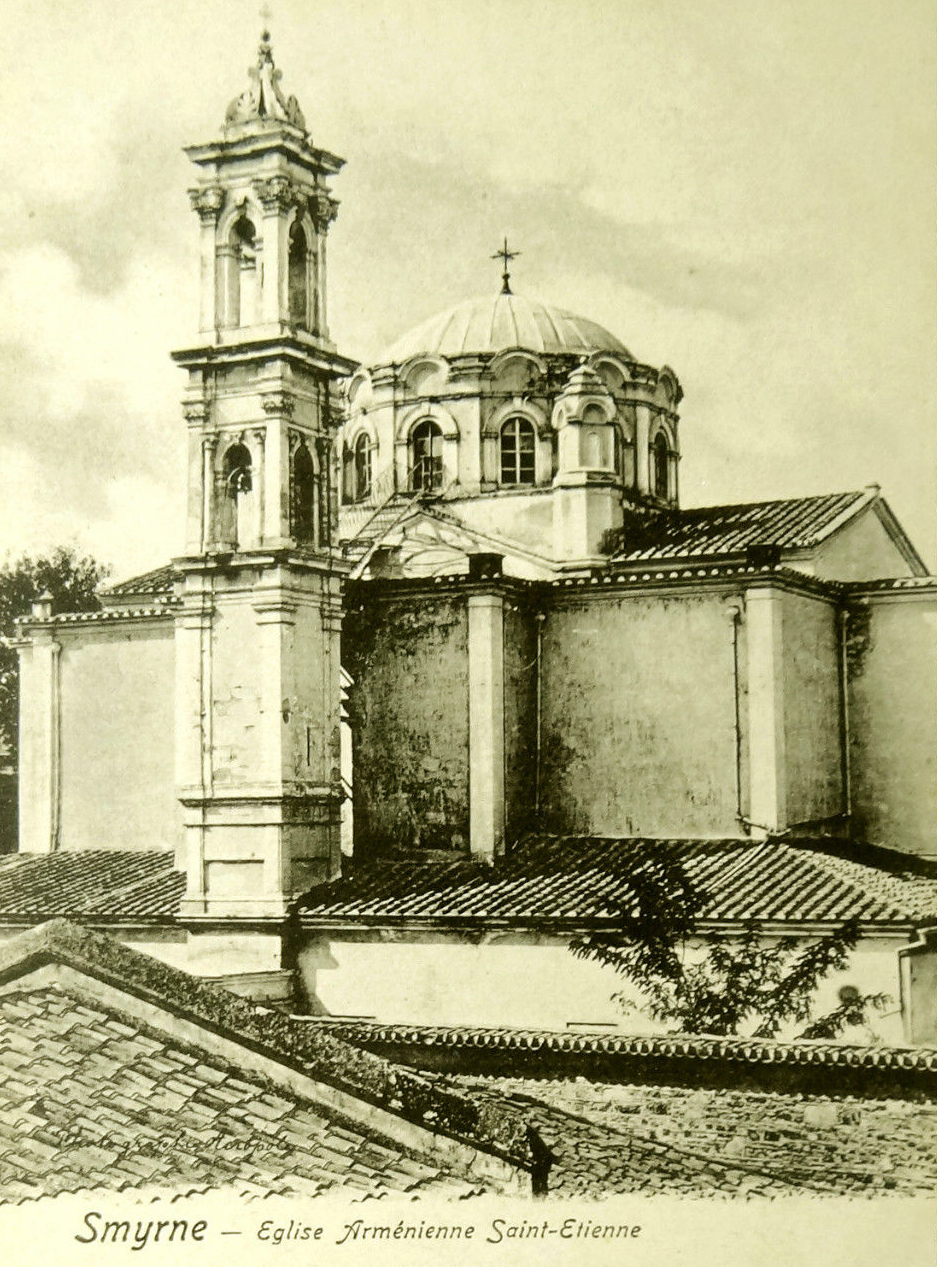
Sint-Stepanoskerk (verwoest in 1922)
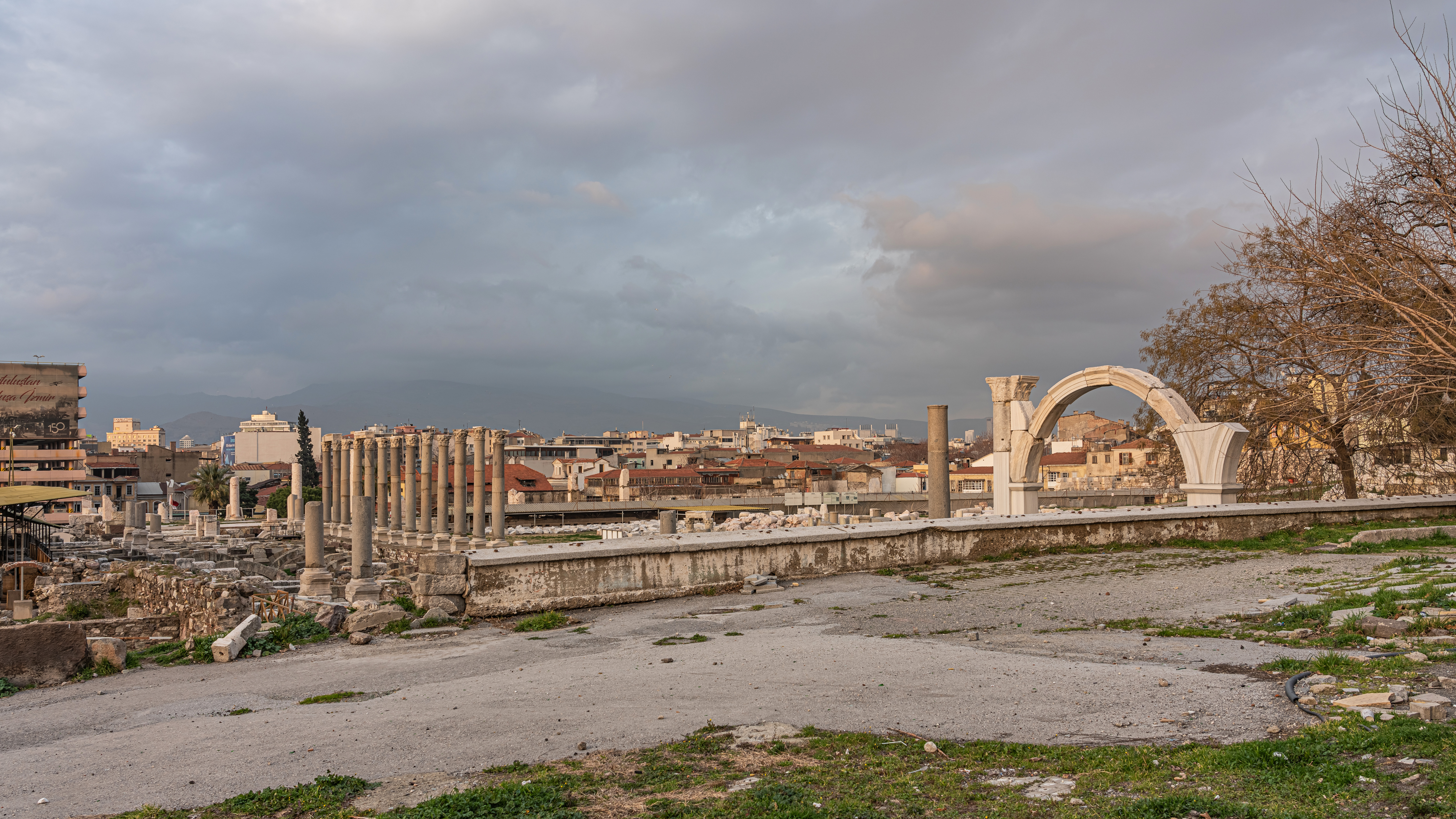
Agora van Smyrna
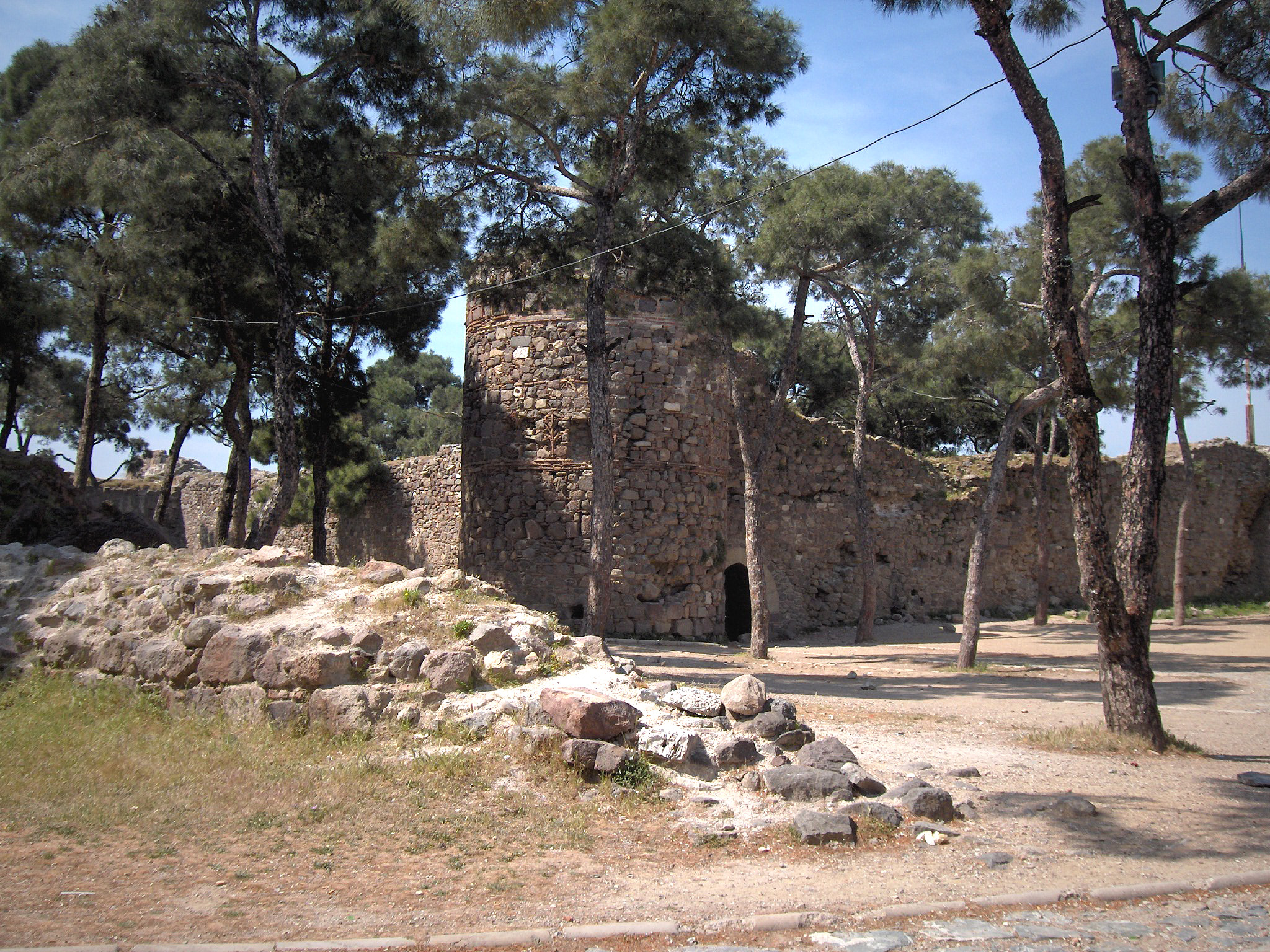
Kadifekale (Pagos)
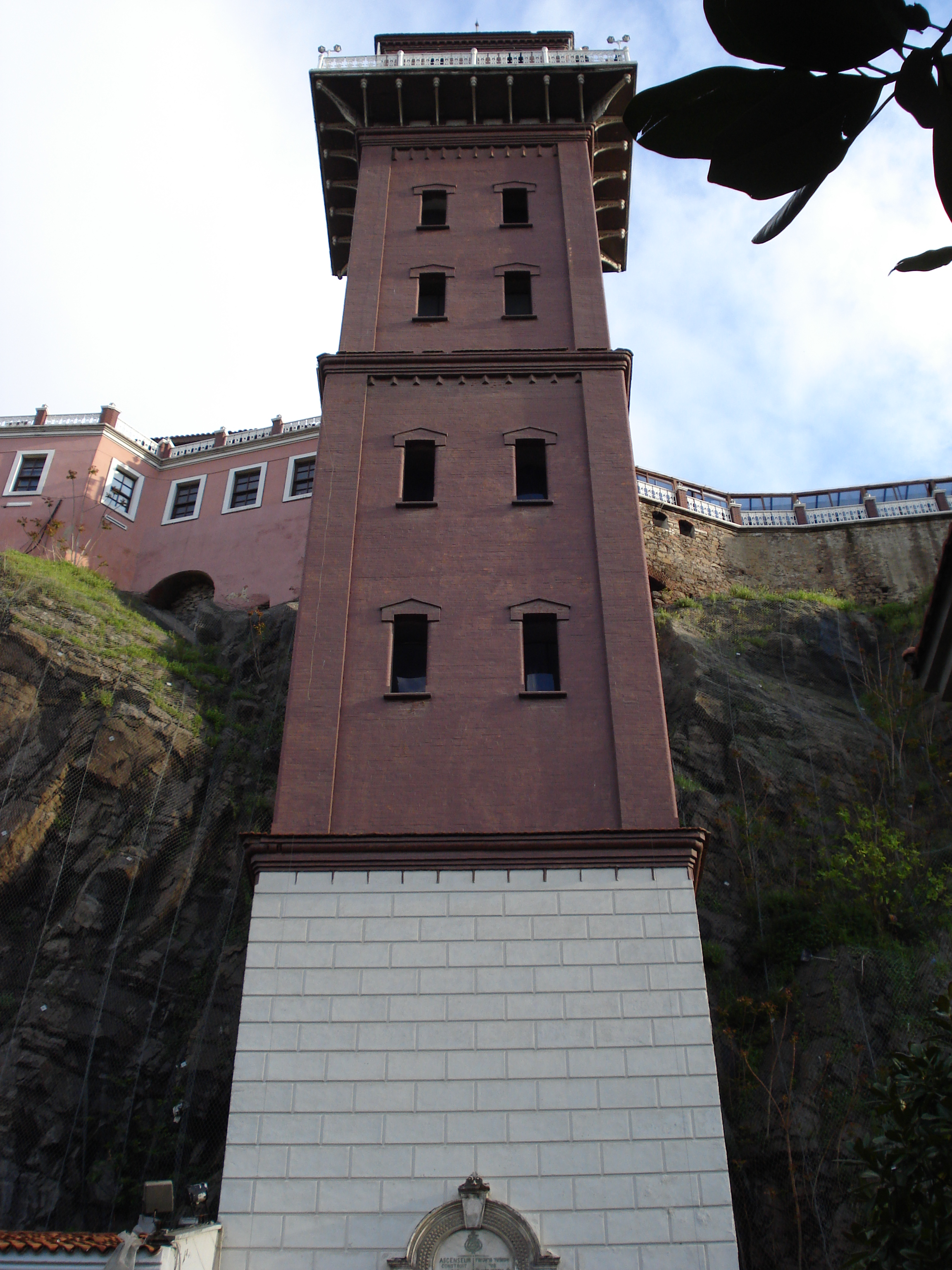
Asansör (1907)
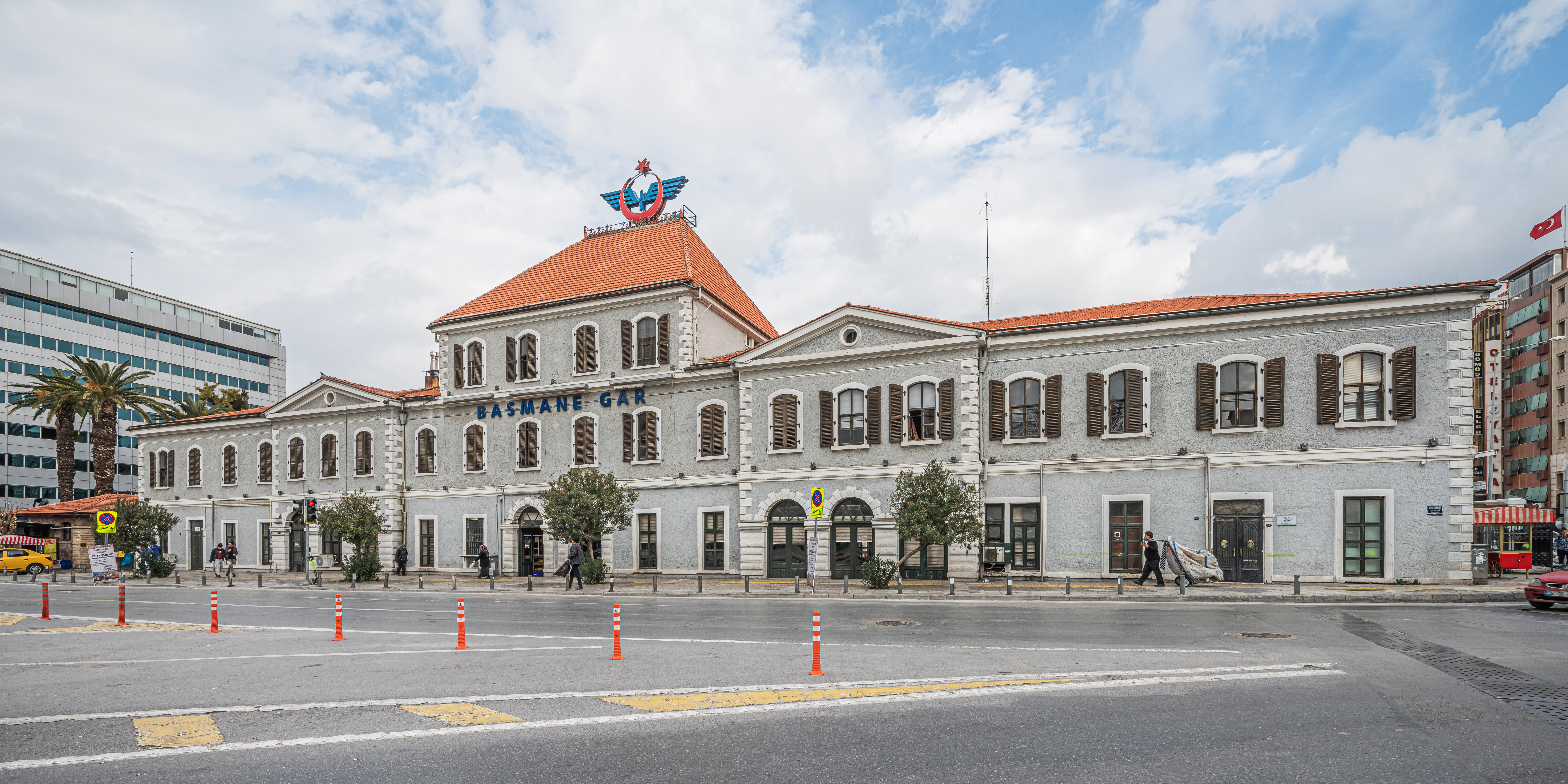
Station Basmane (1876)
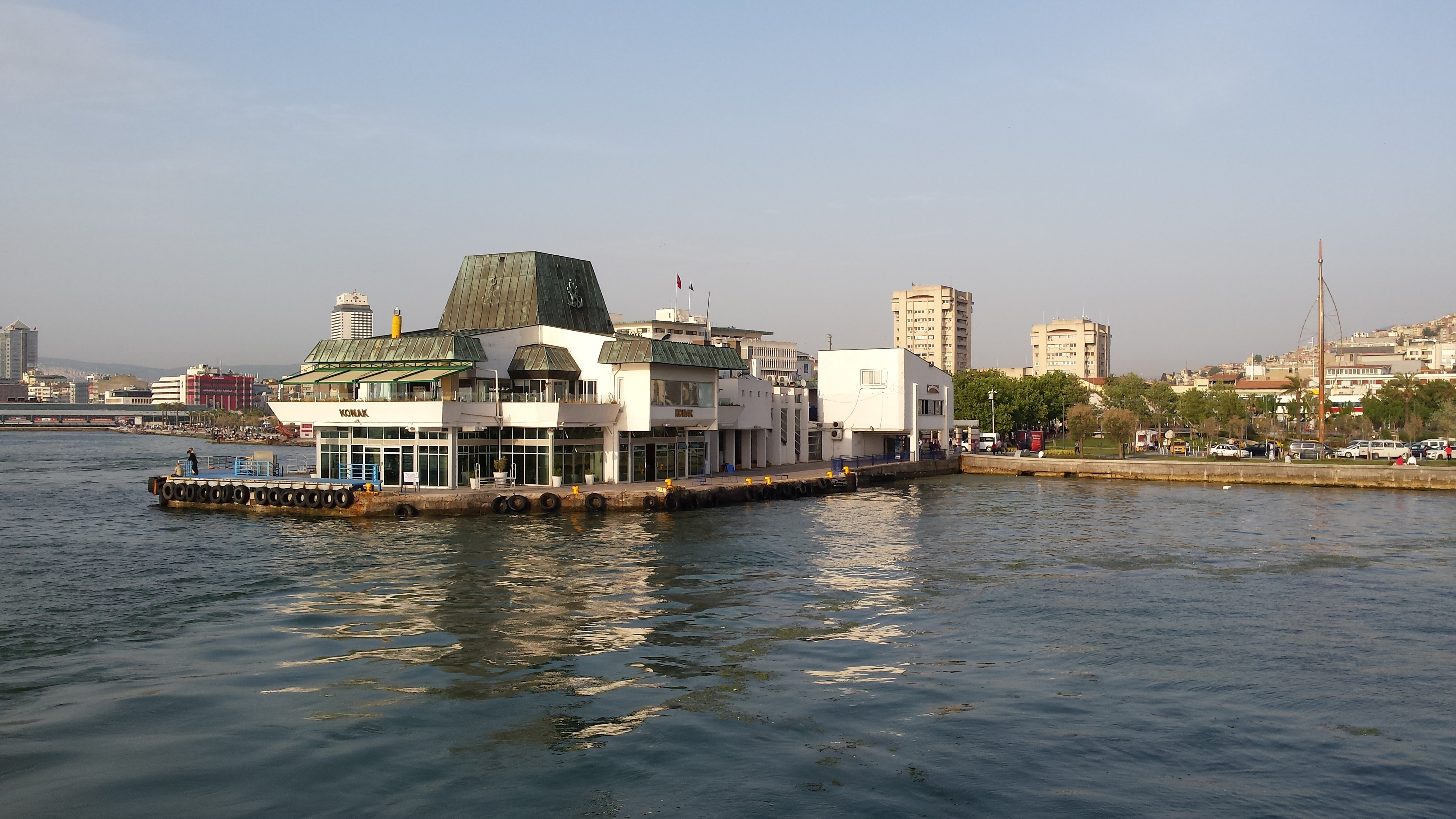
Veerbootkade